# エレオノーレ・ソフィア・マリア・ヴェステンホルツ
エレオノーレ・ソフィア・マリア・ヴェステンホルツはドイツの作曲家、歌手、音楽教師。

## 生涯
教会のオルガン奏者であった父のもと、ドイツのノイブランデンブルクに生まれる。
10歳のときにメクレンブルク＝シュヴェリーン公国のルートヴィヒ王子に招かれ、ピアノと声楽を習い始め、16歳のときには公国の宮廷音楽家となった。18歳のときに公国の宮廷楽長であったヴェステンホルツと結婚し、8児をもうけている。この頃には作曲家・ピアニスト・歌手以外にも音楽教師・グラスハーモニカ奏者として活躍し、ベルリン・ライプツィヒ・ロストック等で演奏旅行も行っている。1780年代には、特に歌曲作品とグラスハーモニカによる超絶技巧作品が称賛を受け、高名な音楽家として評価されていた。また、モーツァルトの作品を好み、自身のコンサートでも自作曲と併せて演奏していた。
1789年に楽長の夫が亡くなり、更にその3年後に夫の後任であった楽長が相次いで亡くなると、彼女は宮廷の指導者的な立場になり、宮廷楽団の弾き振りもおこなうようになった。その後20年以上宮廷で働き、1821年に年金を約束されたうえで退職したが、その後も1838年に亡くなるまで歌手として活躍した。